# Abadia de Nostra Senyora d'Alet
L'abadia de Nostra Senyora d'Alet és un monestir benedictí romànic construït durant l'edat mitjana i actualment en estat de ruïna, catalogat com a monument històric.
Fou un establiment religiós fundat el 813 pel comte de Barcelona, Girona i Besalú, Berà I, i la seva esposa Romil·la. El monestir inicial fou sotmès pel comte a l'església de Sant Pere de Roma, al papa Lleó III (795-816) i els seus successors a condició que el papa enviés unes relíquies per la dedicació de l'església de l'abadia i que l'agafés sota la seva protecció especial; l'abadia pagaria per aquesta protecció una lliure de plata cada tres anys. En la carta de fundació, Berà esmenta al seu pare el comte Guillem, mort recentment, el que corroboraria que el comte de Tolosa i duc d'Aquitània que va morir el 812 o 813 era el seu pare.
L'abadia estava situada al Rasès, en les terres que governava Guillemó, fill de Berà per delegació paterna, a la vora de l'Aude a uns 15 km de Carcassona. El segle xiv fou erigida en bisbat.